# Avedøre Monarchs
Gli Avedøre Monarchs sono una squadra di football americano di Hvidovre, in Danimarca, fondata nel 1998; hanno vinto 3 titoli nazionali tackle a 11, 1 titolo nazionale tackle a 9, 7 titoli nazionali flag e 2 Champions Bowl.

## Dettaglio stagioni

### Tackle football

#### Tornei

##### Tornei nazionali

###### =Kvalifikations Ligaen/1. division=
| Stagione | regular season | regular season | regular season | regular season | regular season | regular season | playoff | playoff | playoff | playoff | playoff | playoff        | playoff          |
|          | Vin            | Par            | Per            | Tot            | PF             | PS             | Vin     | Per     | Tot     | PF      | PS      | risultato      | avversaria       |
| -------- | -------------- | -------------- | -------------- | -------------- | -------------- | -------------- | ------- | ------- | ------- | ------- | ------- | -------------- | ---------------- |
| 2012     | 2              | 0              | 8              | 10             | 52             | 218            | -       | -       | -       | -       | -       | -              | -                |
| 2013     | 8              | 0              | 2              | 10             | 252            | 134            | -       | -       | -       | -       | -       | -              | -                |
| 2015     | 3              | 0              | 7              | 10             | 55             | 198            | 1       | 0       | 1       | 33      | 28      | Non retrocessi | Køge Marines     |
| 2016     | 0              | 0              | 10             | 10             | 63             | 327            | 0       | 1       | 1       | 6       | 46      | Retrocessi     | Odense Thrashers |
| 2021     | 0              | 0              | 6              | 6              | 28             | 231            | -       | -       | -       | -       | -       | -              | -                |
| Totale   | 13             | 0              | 33             | 46             | 450            | 1108           | 1       | 1       | 2       | 39      | 84      |                |                  |

Fonti: Enciclopedia del Football - A cura di Massimo Mezzetti

###### =2. division=
| Stagione | regular season | regular season | regular season | regular season | regular season | regular season | playoff | playoff | playoff | playoff | playoff | playoff                                      | playoff    |
|          | Vin            | Par            | Per            | Tot            | PF             | PS             | Vin     | Per     | Tot     | PF      | PS      | risultato                                    | avversaria |
| -------- | -------------- | -------------- | -------------- | -------------- | -------------- | -------------- | ------- | ------- | ------- | ------- | ------- | -------------------------------------------- | ---------- |
| 2014     | 4              | 0              | 6              | 10             | 227            | 144            | 1       | 1       | 2       | 35      | 37      | Secondo posto nel Girone 2 di qualificazione | [ 1 ]      |
| 2017     | 3              | 0              | 6              | 9              | 135            | 211            | -       | -       | -       | -       | -       | -                                            | -          |
| Totale   | 7              | 0              | 12             | 19             | 362            | 355            | 1       | 1       | 2       | 35      | 37      |                                              |            |

Fonti: Enciclopedia del Football - A cura di Massimo Mezzetti

###### =Danmarksserien=
| Stagione | regular season | regular season | regular season | regular season | regular season | regular season | playoff | playoff | playoff | playoff | playoff | playoff   | playoff            |
|          | Vin            | Par            | Per            | Tot            | PF             | PS             | Vin     | Per     | Tot     | PF      | PS      | risultato | avversaria         |
| -------- | -------------- | -------------- | -------------- | -------------- | -------------- | -------------- | ------- | ------- | ------- | ------- | ------- | --------- | ------------------ |
| 2018     | 1              | 0              | 3              | 4              | 62             | 44             | -       | -       | -       | -       | -       | -         | -                  |
| 2019     | 10             | 0              | 0              | 10             | 446            | 46             | 1       | 0       | 1       | 54      | 14      | Campioni  | Randers Rednex     |
| 2020     | 2              | 0              | 0              | 2              | 66             | 10             | -       | -       | -       | -       | -       | [ 3 ]     | -                  |
| 2022     | 5              | 0              | 1              | 6              | 270            | 70             | 2       | 0       | 2       | 120     | 66      | Campioni  | Esbjerg Hurricanes |
| 2023     | 8              | 0              | 0              | 8              | 404            | 8              | 1       | 0       | 1       | 52      | 0       | Campioni  | Randers Rednex     |
| Totale   | 26             | 0              | 4              | 30             | 1248           | 178            | 4       | 0       | 4       | 226     | 80      |           |                    |

Fonti: Enciclopedia del Football - A cura di Massimo Mezzetti

##### Tornei internazionali

###### European Football League (1986-2013)
| Stagione | regular season | regular season | regular season | regular season | regular season | regular season | playoff | playoff | playoff | playoff | playoff | playoff   | playoff    |
|          | Vin            | Par            | Per            | Tot            | PF             | PS             | Vin     | Per     | Tot     | PF      | PS      | risultato | avversaria |
| -------- | -------------- | -------------- | -------------- | -------------- | -------------- | -------------- | ------- | ------- | ------- | ------- | ------- | --------- | ---------- |
| 2004     | 0              | 0              | 2              | 2              | 14             | 51             | -       | -       | -       | -       | -       | -         | -          |
| Totale   | 0              | 0              | 2              | 2              | 14             | 51             | -       | -       | -       | -       | -       |           |            |

Fonti: Enciclopedia del Football - A cura di Massimo Mezzetti

### Flag football

#### Tornei

##### Tornei internazionali

###### Champions Bowl
| Stagione | regular season | regular season | regular season | regular season | regular season | regular season | playoff | playoff | playoff | playoff | playoff | playoff     | playoff           |
|          | Vin            | Par            | Per            | Tot            | PF             | PS             | Vin     | Per     | Tot     | PF      | PS      | risultato   | avversaria        |
| -------- | -------------- | -------------- | -------------- | -------------- | -------------- | -------------- | ------- | ------- | ------- | ------- | ------- | ----------- | ----------------- |
| 2007     | 7              | 0              | 3              | 10             | 235            | 162            | 1       | 0       | 1       | 32      | 26      | Terzo posto | Cleavers Cavriago |
| Totale   | 7              | 0              | 3              | 10             | 235            | 162            | 1       | 0       | 1       | 32      | 26      |             |                   |

Fonti: Enciclopedia del Football - A cura di Massimo Mezzetti

### Riepilogo fasi finali disputate
| Anno              | Luogo    | Evento                | Fase del torneo         | Incontro                              | Risultato |
| 3 giugno 2007     | Ferrara  | Champions Bowl        | Finale 3º - 4º posto    | Cleavers Cavriago - Avedøre Mammoths  | 26 - 32   |
| 3 ottobre 2015    | Hvidovre | Kvalifikations Ligaen | Spareggio retrocessione | Avedøre Monarchs - Køge Marines       | 33 - 28   |
| 24 settembre 2016 | Hvidovre | Kvalifikations Ligaen | Spareggio retrocessione | Avedøre Monarchs - Odense Thrashers   | 6 - 46    |
| 28 settembre 2019 | Slagelse | Danmarksserien        | Elming Bowl             | Avedøre Monarchs - Randers Rednex     | 54 - 14   |
| 25 settembre 2022 | Hvidovre | Danmarksserien        | Elming Bowl             | Esbjerg Hurricanes - Avedøre Monarchs | 46 - 48   |
| 1º ottobre 2023   | Hvidovre | Danmarksserien        | Elming Bowl             | Avedøre Monarchs - Randers Rednex     | 52 - 0    |

## Palmarès
- 3 Mermaid Bowl (2002, 2003, 2004)
- 3 Elming Bowl (2019, 2022, 2023)
- 2 Champions Bowl (2008, 2009)
- 7 Dannebrog Bowl (2004, 2005, 2006, 2008, 2009, 2011, 2012)